# Le Règne du jour
Pour plus de détails, voir Fiche technique et Distribution.
Le Règne du jour est un  film québécois en noir et blanc de Pierre Perrault, réalisé en 1967.

## Synopsis
Quatre ans après le tournage de Pour la suite du monde, Pierre Perrault invite Alexis Tremblay, le fameux conteur, et sa femme Marie, personnages centraux du premier film, à faire un pèlerinage en France sur la route de leurs ancêtres. Foulant le sol de La Filonnière, ferme des premiers Tremblay, Alexis tient dans ses mains le contrat de mariage de son ancêtre Philibert, père de Pierre celui qui est venu en Nouvelle-France. Leur périple et leurs conversations avec les gens mettent en relief les différences entre le Perche et le Québec. Aucun personnage du documentaire n’est fictif. Les gens y sont choisis pour la force des valeurs qu’ils véhiculent.
Un troisième film s'inscrira dans « la trilogie de l'Île-aux-Coudres » de Perrault : Les Voitures d'eau, en 1968.

## Fiche technique
- Date de sortie : 12 octobre 1967 (Canada)
- Réalisation : Pierre Perrault
- Producteurs : Jacques Bobet et Guy L. Coté
- Production :  Office national du film du Canada
- Photographie : Bernard Gosselin et Jean-Claude Labrecque
- Montage : Yves Leduc et Jean Lepage
- Musique : Jean-Marie Cloutier : La Chanson de Marie
- Chanson : Monique Miville-Deschênes
- Langue : français
- Genre : Documentaire
- Durée : 118 minutes

## Distribution
Les participants au documentaire sont des insulaires.
- Alexis Tremblay : Lui-même
- Marie Tremblay : Elle-même
- Léopold Tremblay : Lui-même
- Marie-Paule Tremblay : Elle-même
- Louis Harvey : Lui-même
- Marcellin Tremblay : Lui-même
- Abbé Jean-Paul Tremblay : Lui-même
- Diane Tremblay : Elle-même
- Simon Tremblay : Lui-même
- Blanchon : Lui-même
- Carleton Ray : Lui-même
- Françoise Montagne : Elle-même
- Raphaël Clément : Lui-même
- Louis Brosse : Lui-même
- Christiane Greillon : Elle-même
- Robert Martin : Lui-même
- Louis Lemarchand : Lui-même